# Trullifiorinia scrobicularum
Trullifiorinia scrobicularum är en insektsart som först beskrevs av Green 1896.  Trullifiorinia scrobicularum ingår i släktet Trullifiorinia och familjen pansarsköldlöss.
Artens utbredningsområde är Sri Lanka. Inga underarter finns listade i Catalogue of Life.